# Roger Cohen

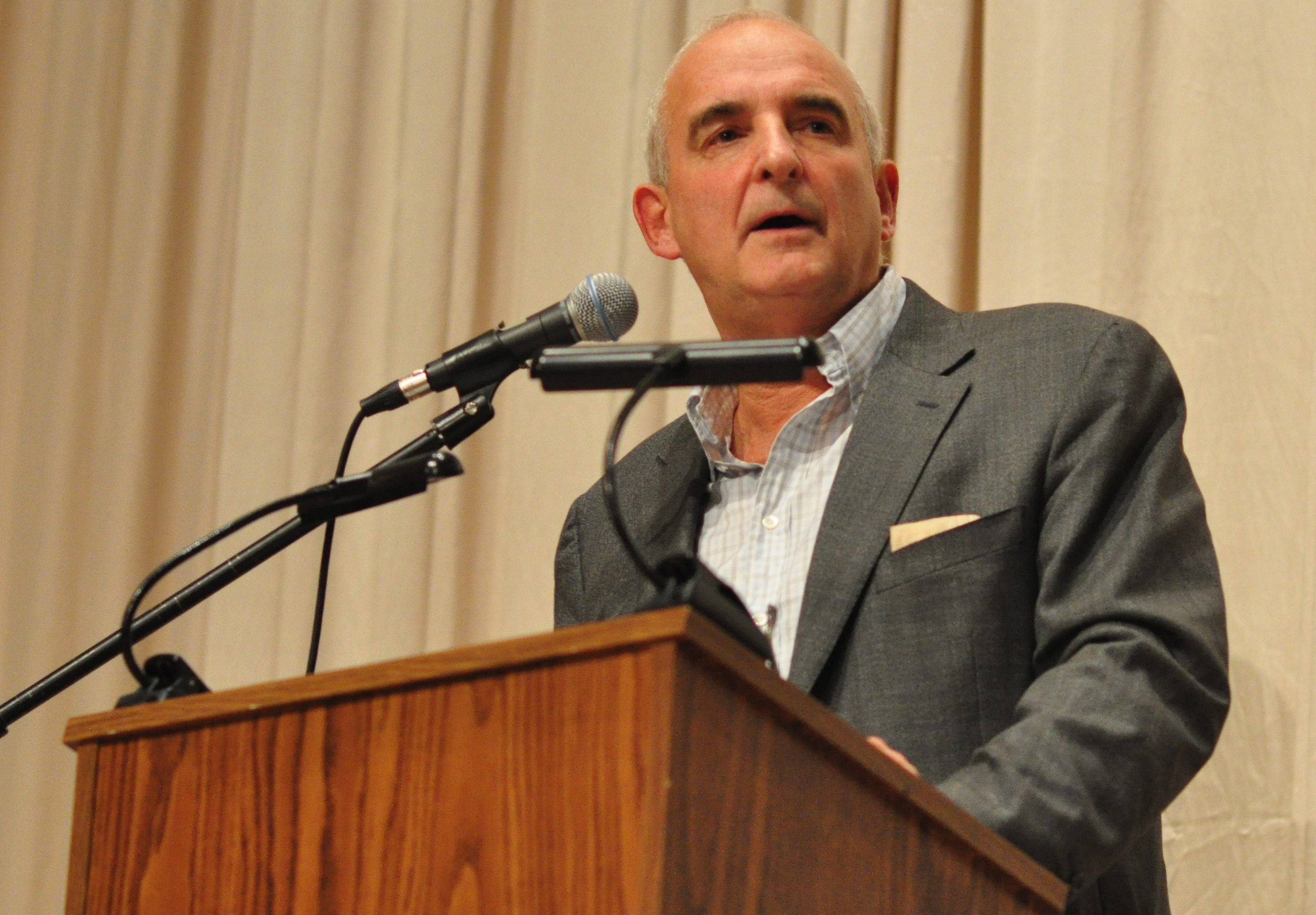
Roger Cohen

Roger Cohen (* 2. August 1955 in London) ist ein britisch-amerikanischer Journalist. Aufgewachsen als Sohn eines jüdischen Arztes in Südafrika und im Vereinigten Königreich, ist er inzwischen US-Staatsbürger. Seit 1990 schreibt er für die New York Times. 2009 bis 2020 war Kolumnist im Meinungsteil dieser Zeitung, seither leitet er das Pariser Büro. Cohen ist geschieden, mit seiner Ex-Frau, der brasilianischen Künstlerin Frida Baranek, hat er vier Kinder.

## Werke (Auswahl)
- Hearts Grown Brutal: Sagas of Sarajevo. New York: Random House, 1998. ISBN 0679452435 ISBN 978-0679452430.
- Soldiers and Slaves: American POWs Trapped by the Nazis' Final Gamble. New York: Knopf, 2005. ISBN 037541410X ISBN 978-0375414107.
- mit Claudio Gatti: In the Eye of the Storm: The Life of General H. Norman Schwarzkopf. New York: Farrar, Straus, Giroux, 1991. ISBN 9780374177089.